# Dolly Parton
Dolly Parton, ameriška pevka, country glasbenica, igralka in pevka. * 19. januar 1946.
Je tako imenovana »kraljica« country glasbe. Ameriška revija Wall Street jo je uvrstila med 50 najvplivnejših žensk na svetu. Ustvarila je svoj zabaviščni park Dollywood, njeno bogastvo pa je ocenjeno na 500 milijonov dolarjev. Poleg tega je tudi lastnica radijske in TV postaje, modnih hiš, restavracij in raznih klubov.
Mnogi jo bolj kot po glasbi poznajo po njenem bujnem oprsju in ogromni pričeski. Znana je tudi po dobrodelnosti, saj je denimo pol milijona dolarjev darovala bolnišnici v njenem majhnem mestu.
Leta 2006 ji je takratni predsednik ZDA George Bush podelil nagrado centra Kennedy za življenjske dosežke. Leta 2011 je prejela grammyja za življenjsko delo, leta 2022 pa je bil sprejeta tudi v Hram slavnih rokenrola.

## Življenje
Njena mati Avie Lee Owens se je pri 15-tih letih poročila s kmetom Robertom Leejem Partonom, s katerim je imela dvanajst otrok. Ker je bila njena družina zelo revna, je Dolly sanjala o slavi in bogastvu. Ko je njen stric videl, kako zelo je nadarjena, ji je pomagal priti na televizijo. Po končani srednji šoli je že posnela svoj prvi album.
Po dolgem času je Dolly dobila zaposlitev in pisala pesmi za druge, a se s tem vseeno ni mogla preživljati, zato je jedla ostanke v gostilni, v kateri je nekaj časa delala. Leta 1966 se je poročila z uspešnim podjetnikom Carlom Deanom.
Prvo klonirano ovco so poimenovali v čast Dolly Parton.
Kljub temu, da je delovala v svoji ekipi, ki bi ji morala kriti stroške, je vsa snemanja videospotov in albumov plačevala iz svojega žepa. Nekaj koncertov je imela tudi brezplačno.
Ker Dolly ni mogla imeti otrok, jih je šest posvojila. Kljub temu še vedno pomaga tudi na stotine drugim otrokom, ki nimajo staršev. S svojim skladom Dollywood pomaga nadarjenim otrokom do izobrazbe.
Pevka, ki je v svoji 50-letni karieri prodala 100 milijonov albumov, je 29. junija 2014 na koncertu v Glastonburyju pritegnila toliko oboževalcev kot še noben drug glasbenik, ki je doslej koncertiral na prostem. Zbralo se je preko 100.000 ljudi.
Njeni največji hiti so »I Will always love you«, »9 to 5«, »Jolene« in »Islands in the stream«.

## Filmografija
| Naslov                                 | Leto           | Vloga                         |
| -------------------------------------- | -------------- | ----------------------------- |
| Fifty Years of Country Music           | 1978           | Dolly Parton                  |
| Dolly and Carol in Nashville           | 1979           | Trudy in Dolly Parton         |
| Lily: Sold Out                         | 1981           | Dolly Parton                  |
| Kenny & Dolly: A Christmas to Remember | 1984           | Dolly Parton                  |
| Smoky Mountain Christmas               | 1986           | Lorna Davis                   |
| Designing Women                        | 1990           | Dolly Parton                  |
| Wild Texas Wind                        | 1991           | Thiola "Big T" Rayfield       |
| Heavens to Betsy                       | 1994           | Betsy Baxter                  |
| Mindin' My Own Business                | 1994           | Dolly Parton                  |
| Unlikely Angel                         | 1996           | Ruby Diamond                  |
| Magic School Bus                       | 1996           | Katrina Eloise "Murph" Murphy |
| Blue Valley Songbird                   | 1999           | Leanna Taylor                 |
| Reba                                   | 2005           | Dolly Majors                  |
| Hannah Montana                         | 2006 2007 2010 | Teta Dolly                    |
| 19 Kids and Counting                   | 2009           | Dolly Parton                  |
| A Country Christmas Story              | 2013           | Dolly Parton                  |
| Dolly Parton's Coat of Many Colors     | 2015           | Dolly Parton                  |

| Naslov                                  | Leto | Vloga          |
| --------------------------------------- | ---- | -------------- |
| 9 to 5                                  | 1980 | Doralee Rhodes |
| Best Little Whorehouse in Texas         | 1982 | Mona Stangley  |
| Rhinestone                              | 1984 | Jake Farris    |
| Steel Magnolias                         | 1989 | Truvy Jones    |
| Straight Talk                           | 1992 | Shirlee Kenyon |
| Beverly Hillbillies                     | 1993 | Dolly Parton   |
| Frank McKlusky, C.I.                    | 2002 | Edith McKlusky |
| Miss Congeniality 2: Armed and Fabulous | 2005 | Dolly Parton   |
| Gnomeo & Juliet                         | 2011 | Dolly Gnome    |
| Year Dolly Parton Was My Mom            | 2011 | Dolly Parton   |
| Joyful Noise                            | 2012 | G.G. Sparrow   |
| Hollywood to Dollywood                  | 2012 | Dolly Parton   |

## Diskografija
Studijski albumi
- Hello, I'm Dolly (1967)
- Just Because I'm a Woman (1968)
- In the Good Old Days (1969)
- My Blue Ridge Mountain Boy (1969)
- The Fairest of Them All (1970)
- The Golden Streets of Glory (1971)
- Joshua (1971)
- Coat of Many Colors (1971)
- Touch Your Woman (1972)
- My Favorite Songwriter: Porter Wagoner (1972)
- My Tennessee Mountain Home (1973)
- Bubbling Over (1973)
- Jolene (1974)
- Love Is Like a Butterfly (1974)
- The Bargain Store (1975)
- Dolly (1975)
- All I Can Do (1976)
- New Harvest... First Gathering (1977)
- Here You Come Again (1977)
- Heartbreaker (1978)
- Great Balls of Fire (1979)
- Dolly, Dolly, Dolly (1980)
- 9 to 5 and Odd Jobs (1980)
- Heartbreak Express (1982)
- Burlap & Satin (1983)
- The Great Pretender (1984)
- Real Love (1985)
- Rainbow (1987)
- White Limozeen (1989)
- Eagle When She Flies (1991)
- Slow Dancing with the Moon (1993)
- Something Special (1995)
- Treasures (1996)
- Hungry Again (1998)
- The Grass Is Blue (1999)
- Little Sparrow (2001)
- Halos & Horns (2002)
- For God and Country (2003)
- Those Were the Days (2005)
- Backwoods Barbie (2008)
- Better Day (2011)
- Blue Smoke (2014)
- Pure & Simple (2016)

## Galerija
- Zvezda Dolly Parton na pločniku slavnih v Hollywoodu.
- Porter Wagoner in Dolly Parton leta 1969.
- Dolly skupaj z nekdanjim ameriškim predsednikom George W. Bushom in prvo damo Lauro Bush.